# WOWOWオンデマンド
WOWOWオンデマンド（ワウワウオンデマンド）は、2021年1月13日から開始したWOWOWが行う常時同時配信・見逃し番組配信・ビデオ・オン・デマンド（VOD）サービスの名称である。

## 概要
WOWOWは、2005年度中に放送衛星を使うサーバ型放送を開始する予定であったが、周波数の割り当てが受けられる見込みが低くなったため、インターネットブロードバンド回線を利用したビデオ・オン・デマンドサービスに転換することとなった。
2006年11月1日、WOWOWはNTTコミュニケーションズ「OCNシアター」、オン・デマンド・ティービー「オンデマンドTV」、ぷららネットワークス「4th MEDIA」と提携し、各映像配信サービス向けに「WOWOWプレミアム・オンデマンド」の提供を開始。なお、これらの3サービスは2008年にひかりTVに統合されており、以降は同社向けのサービスとして提供されている。
2010年代から通信と放送の融合が急速に進んでいることやスマートフォン・タブレットの爆発的な普及を受けて、2012年7月2日にWOWOWの加入者向けにVODサービス「WOWOWメンバーズオンデマンド」の提供を開始。2018年12月1日にはWOWOWにて放送しているBS3チャンネルのインターネット常時同時配信を開始。2019年2月18日には同社が出資している定額制動画配信サービス「Paravi」でもインターネット常時同時配信を行い、テレビを持っていなくいてもWOWOWの放送が見られるようにした。
しかし、衛星テレビ放送自体がNetflixなどの動画配信サービスと競合し、加入者が伸び悩んでいる現状を受けて、WOWOW独自でインターネット常時同時配信を行う必要があると判断。2020年11月に動画配信サービス「WOWOWオンデマンド」を2021年1月13日から開始させることを発表した。

## 特徴

### サービス内容
- WOWOWにて放送しているBS3チャンネルの常時同時配信に加え、見逃し配信やライブ配信、ビデオ・オン・デマンドの利用が可能となる[1]。
- BS放送が映るテレビを保有していなくても本サービスに加入・視聴することが可能[9]。なお、テレビのCAS番号を登録すれば追加料金なしでBSテレビ放送の視聴も可能である[1]。逆にBS放送でのWOWOW加入者もアカウント登録すれば追加料金なしで利用可能（従来のメンバーズオンデマンド同様）。ただし、同時配信対象外の番組もある。
- 2023年12月1日から同日からサービス開始予定のパラマウント・グローバル傘下の定額制動画配信サービスであるParamount＋を追加料金無しで提供することを同年9月20日に発表した[10]。

## 料金
- 月額2,300円（税込2,530円）[11]。放送かオンデマンドのいずれかに加入すれば最終的には両方利用できるため、放送の視聴料と同額。
  - 加入月はトライアル期間につき無料。いつでも解約が出来る[1]。
  - 放送と同じく月初（毎月1日）に課金される[1]。番組単位や日割りなどの請求はなく[11]、解約月は月末まで利用可能。
  - 支払い方法はVISAやマスター、JCBなどの各種クレジットカードに加え、NTTドコモやKDDI（au）、ソフトバンクの携帯電話キャリア決済に対応している[12]。
- 2023年9月1日より「WOWOWオンデマンドPPV」をサービス開始[13]。WOWOW WEBアカウントを取得すれば、WOWOW会員にならずとも都度課金で視聴が可能となる。併せて「UEFAチャンピオンズリーグ UEFAヨーロッパリーグ - 2023-24シーズンパス -」を11,900円（税込）で販売した。

## 対応デバイス
iOSやAndroid搭載のスマートフォン・タブレット端末、ウェブブラウザ、Amazon Fire TVやAndroid TVのSTB端末、スマートテレビなどに対応している。

## 不祥事

### 配信トラブル
2021年5月30日3:30 - 4:40にシステム障害が発生した。また、同年6月13日深夜にも同様のトラブルが発生し、SNSのトレンドにも上がる事態となった。何れもUEFA主催サッカー大会（UEFAチャンピオンズリーグ・UEFA EURO 2020）の中継中に発生したことから、WOWOWは予想以上のアクセスが殺到したため、システム障害が発生したとコメントし、謝罪している。